# Paraipotassi
La paraipotassi in linguistica identifica la commistione tra l'ipotassi e la paratassi. Consiste nella coordinazione di una proposizione principale a una precedente sua subordinata tramite una particella connettiva (solitamente la congiunzione e), così da ottenere una maggiore correlazione tra le due. Ad esempio: S'io dissi il falso, e tu falsasti il conio (Dante Alighieri, Divina Commedia, Inferno, XXX, 115).
Si tratta di un fenomeno per lo più in voga nell'italiano antico e in altre lingue romanze, verosimilmente derivato dall'uso latino.